# أوقستو لوبيز
أوقستو لوبيز هو لاعب كرة قدم برتغالي، (ولد في البرتغال 1901  م). شارك مع منتخب البرتغال لكرة القدم. أما مع النوادي، فقد لعب مع أتلتيكو كاسا بيا.

## وصلات خارجية
- أوقستو لوبيز على موقع قاعدة بيانات كرة القدم.إي يو (الإنجليزية)
- أوقستو لوبيز على موقع عالم كرة القدم.نت (الإنجليزية)